# Tullio Lombardo

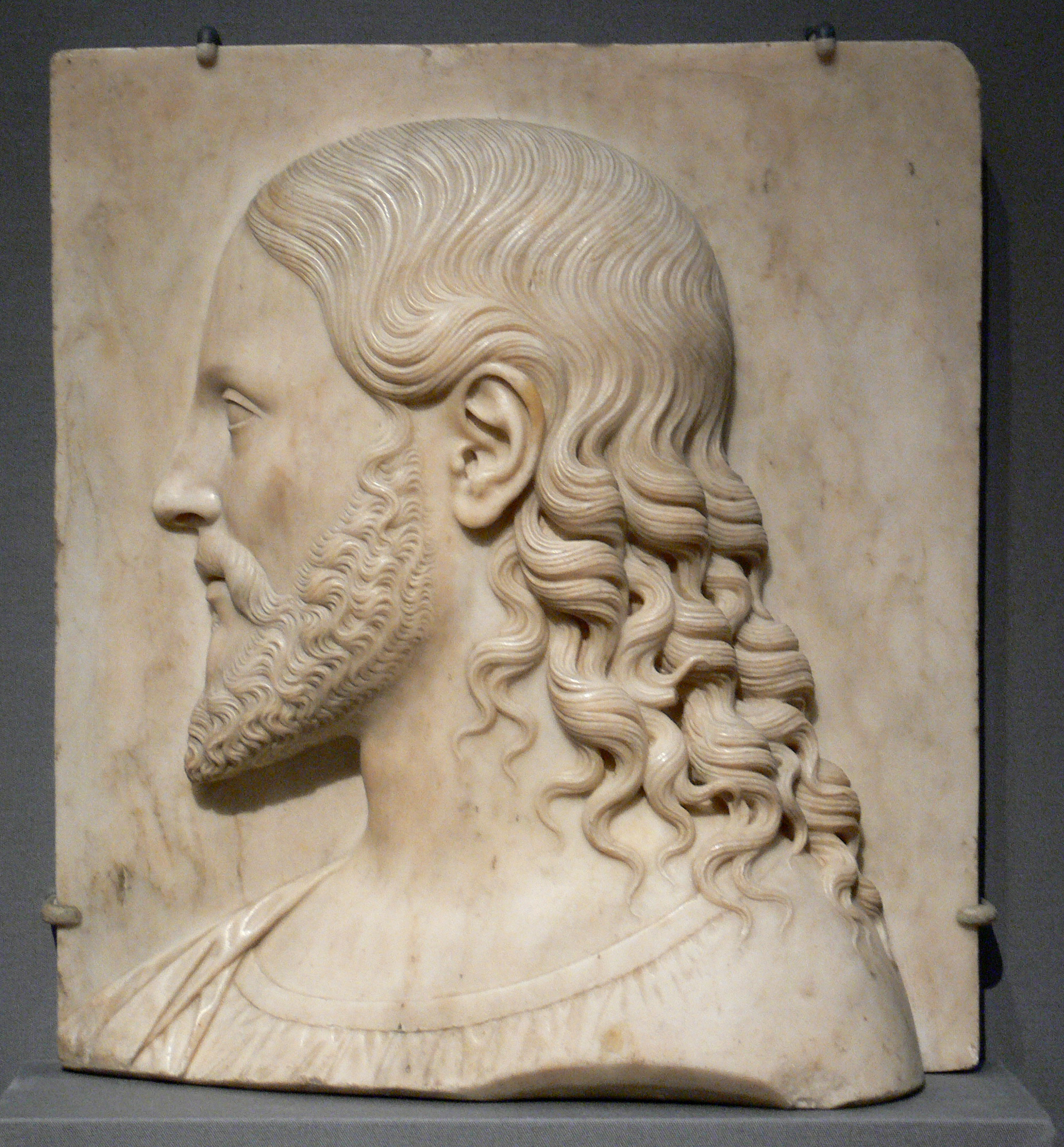
Christus der Erlöser, Marmorrelief, Tullio Lombardo zugeschrieben, ca. 1500–1520; Kimbell Art Museum, Fort Worth, Texas

Tullio Lombardo (* um 1455 in Ciona; † 17. November 1532 ebenda) war ein italienischer Bildhauer und Architekt der Frührenaissance.

## Leben
Tullio war ein Sohn des seit 1460 in Venedig ansässigen Pietro Lombardo, des Begründers einer venezianischen Dynastie von Bildhauern und Architekten, die die venezianische Kunst des späten 15. und des frühen 16. Jahrhunderts entscheidend geprägt haben. Tullio wurde in der Werkstatt des Vaters ausgebildet, die er auch nach dessen Tod zusammen mit seinem Bruder Antonio weiterführte. Ab 1499 betrieb er die Werkstatt selbständig, da Pietro mit den Arbeiten am Dogenpalast ausgelastet war.
Die Zuschreibung von Skulpturen und Reliefs zu den einzelnen Mitgliedern der Familie ist grundsätzlich schwierig, zumal die Werke in der Regel nicht datiert und signiert sind und häufig mehrere Familienmitglieder an einem Bauauftrag beschäftigt waren.
Bemerkenswert für Tullio Lombardo ist seine Auseinandersetzung mit der Formensprache der Antike. Sein Grabmal für den Dogen Andrea Vendramin zeigt im Aufbau seine genaue Kenntnis antiker Architektur, und bei Skulpturen und Reliefs eine gründliche Kenntnis der menschlichen Anatomie sowie Vertrautheit mit Details antiker Kultur. So tragen beispielsweise Figuren am Vendramin-Grabmal erstmals in der Bildhauerei der Renaissance in jedem Detail korrekte antike Rüstungen.

## Werke
- San Salvatore in Venedig, 1507–1535 entworfen und erbaut von Giorgio Spavento und Tullio Lombardo
- Reliefs an der Scuola Grande di San Marco in Venedig: Die Heilung des Anianus 1487–1489; Die Taufe des Anianus 1487–1489,
- Adam, um 1490, New York, Metropolitan Museum of Arts
- Grabmal des Dogen Andrea Vendramin, um 1495, San Zanipolo, Venedig
- Marienkrönung im Kreise der Apostel, um 1500, Cappella Barnabò in der Kirche San Giovanni Chrisostomo, Venedig,
- Junges Ehepaar, Relief, um 1510, Ca’ d’Oro in Venedig
- Bacchus und Ariadne, um 1519, Wien, Kunstkammer des Kunsthistorischen Museums

## Bilder

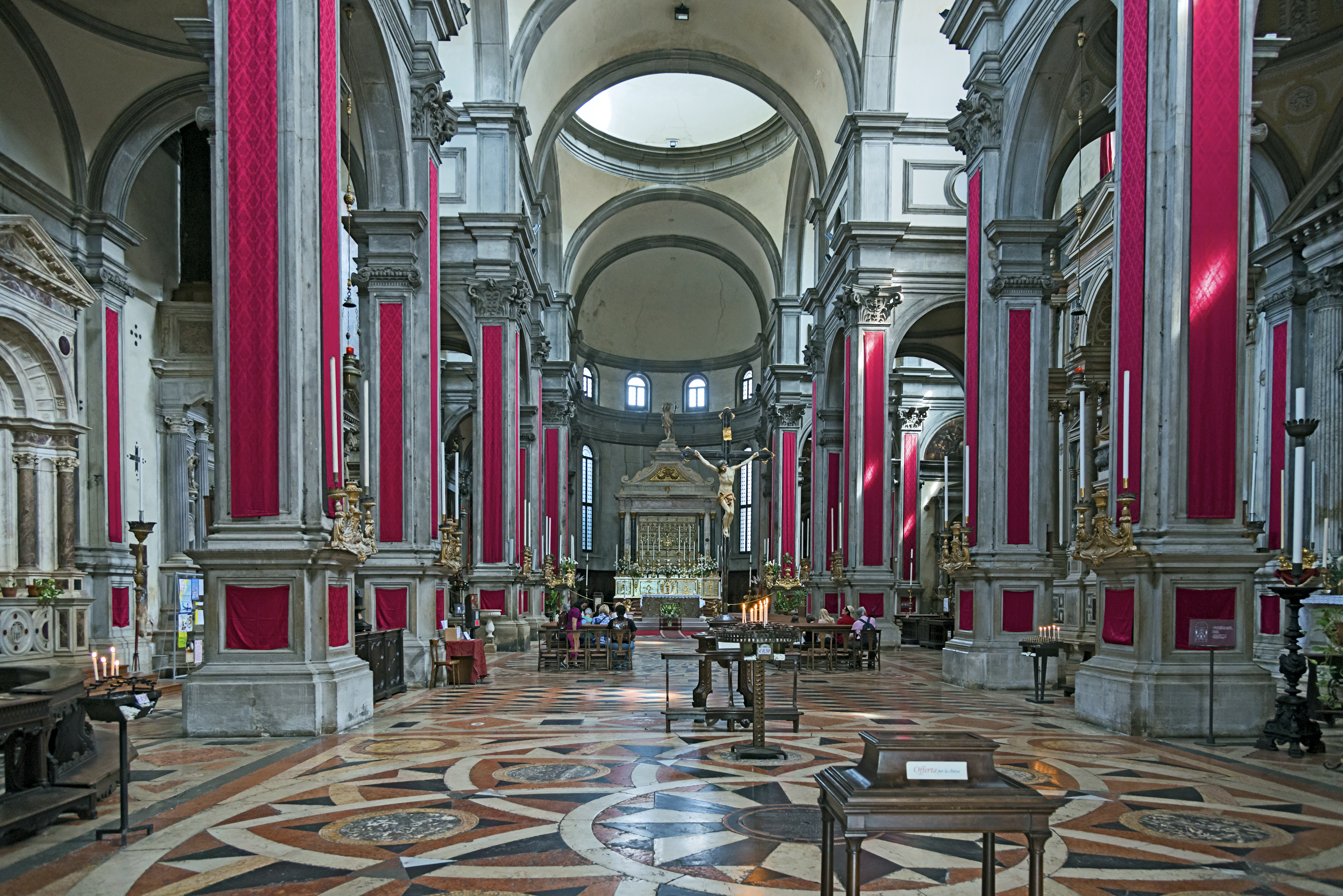
San Salvatore in Venedig
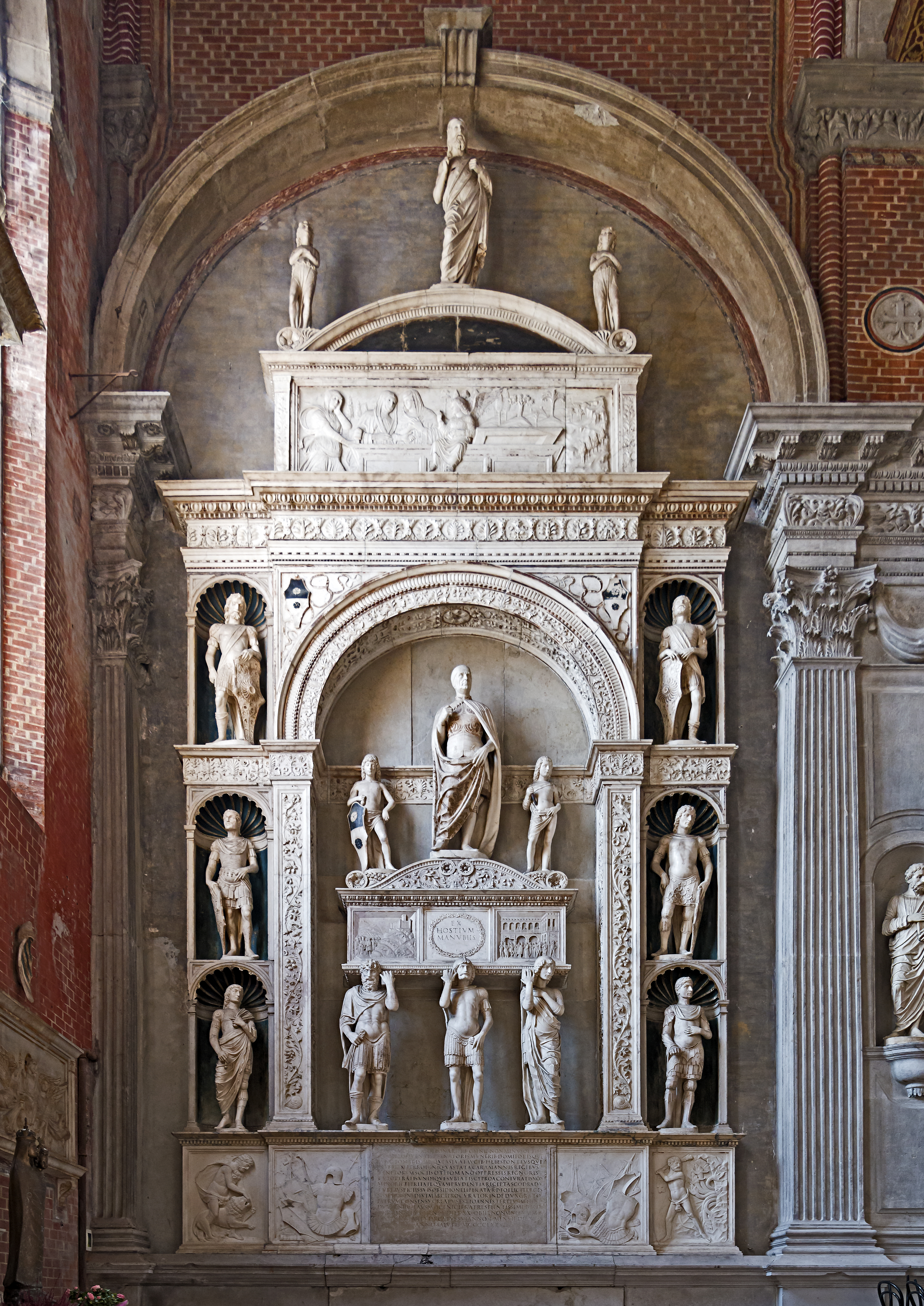
Grabmal des Dogen Pietro Mocenigo
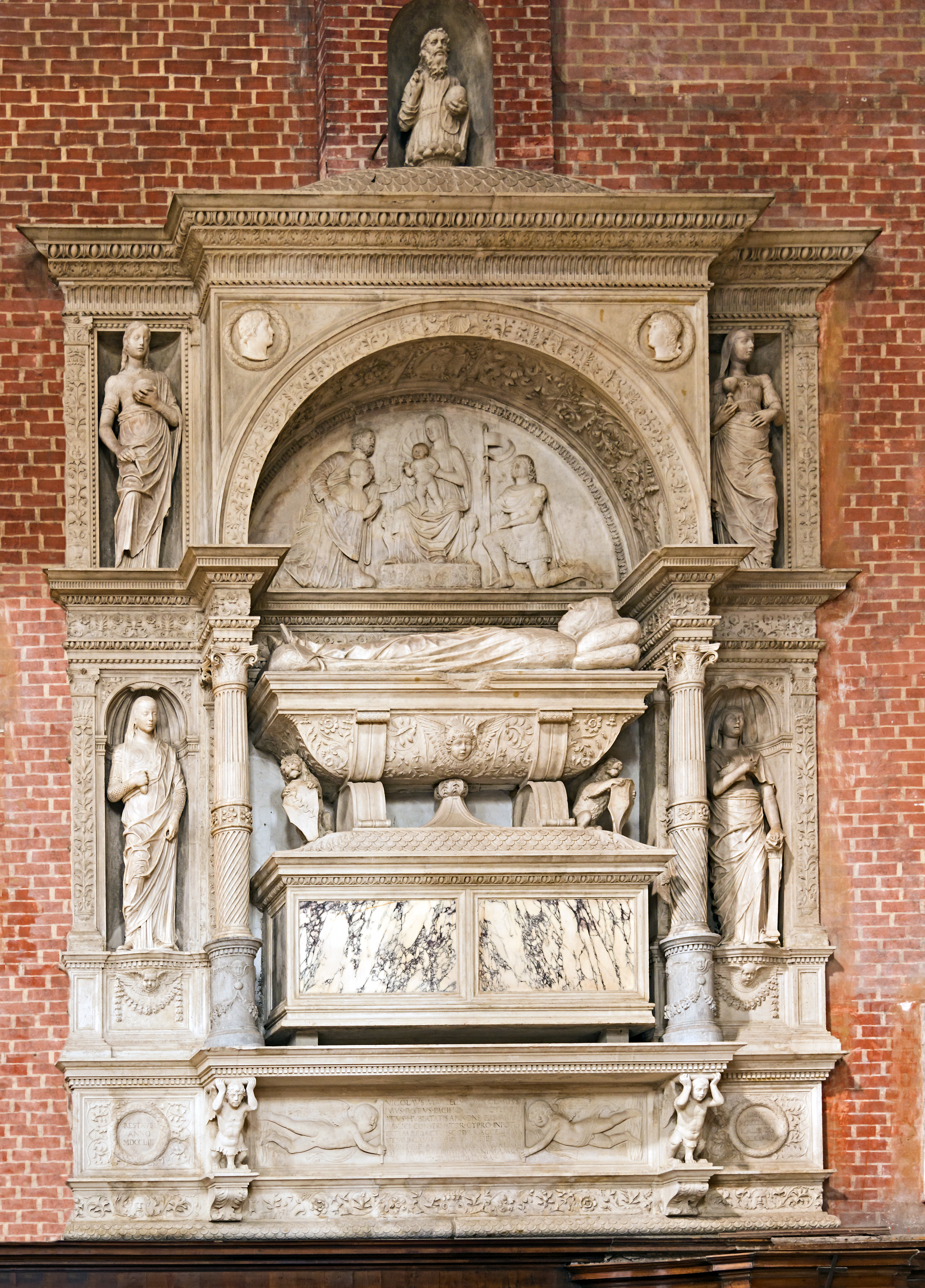
Grabmal des Dogen Nicolò Marcello
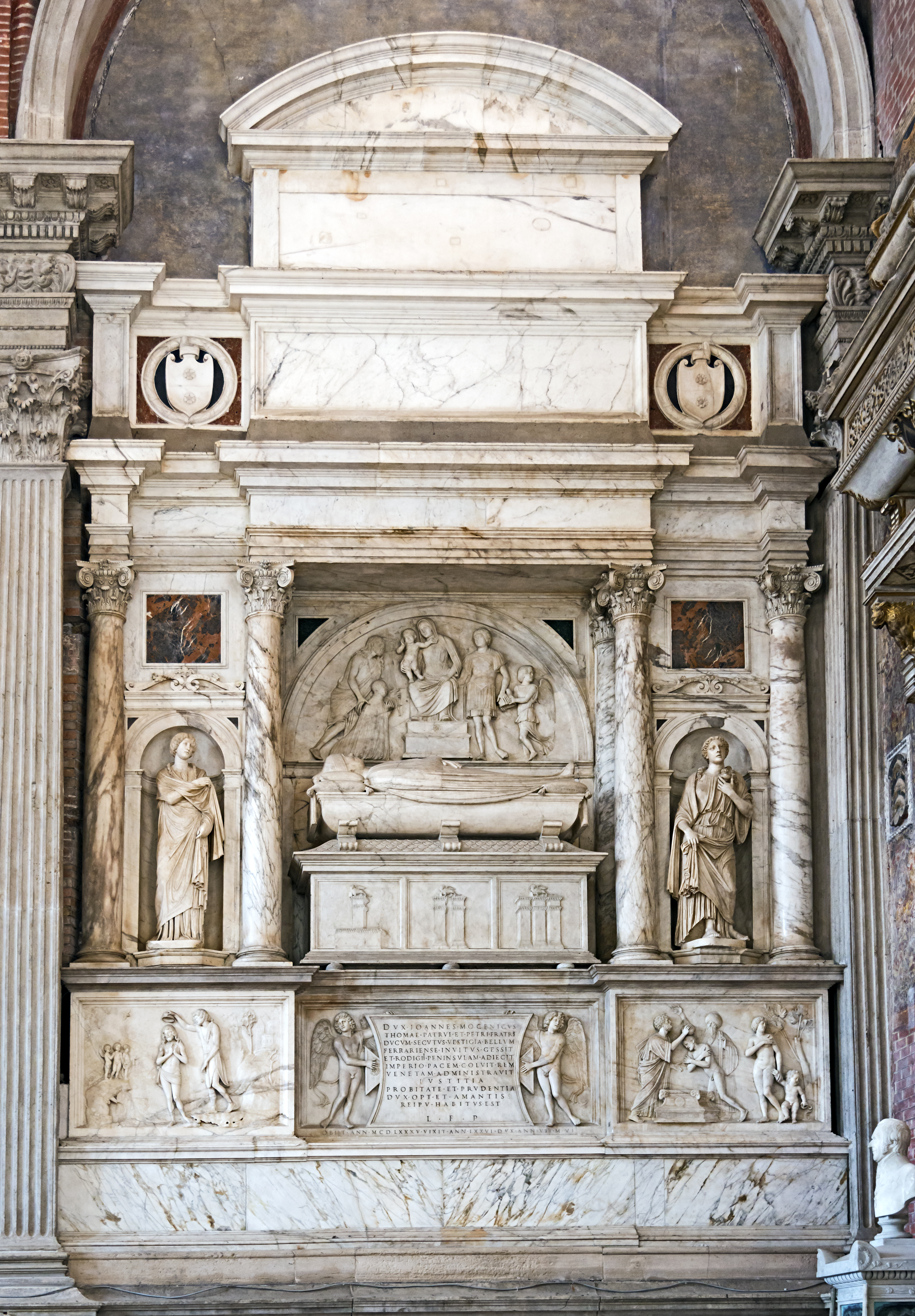
Grabmal des Dogen Giovanni Mocenigo
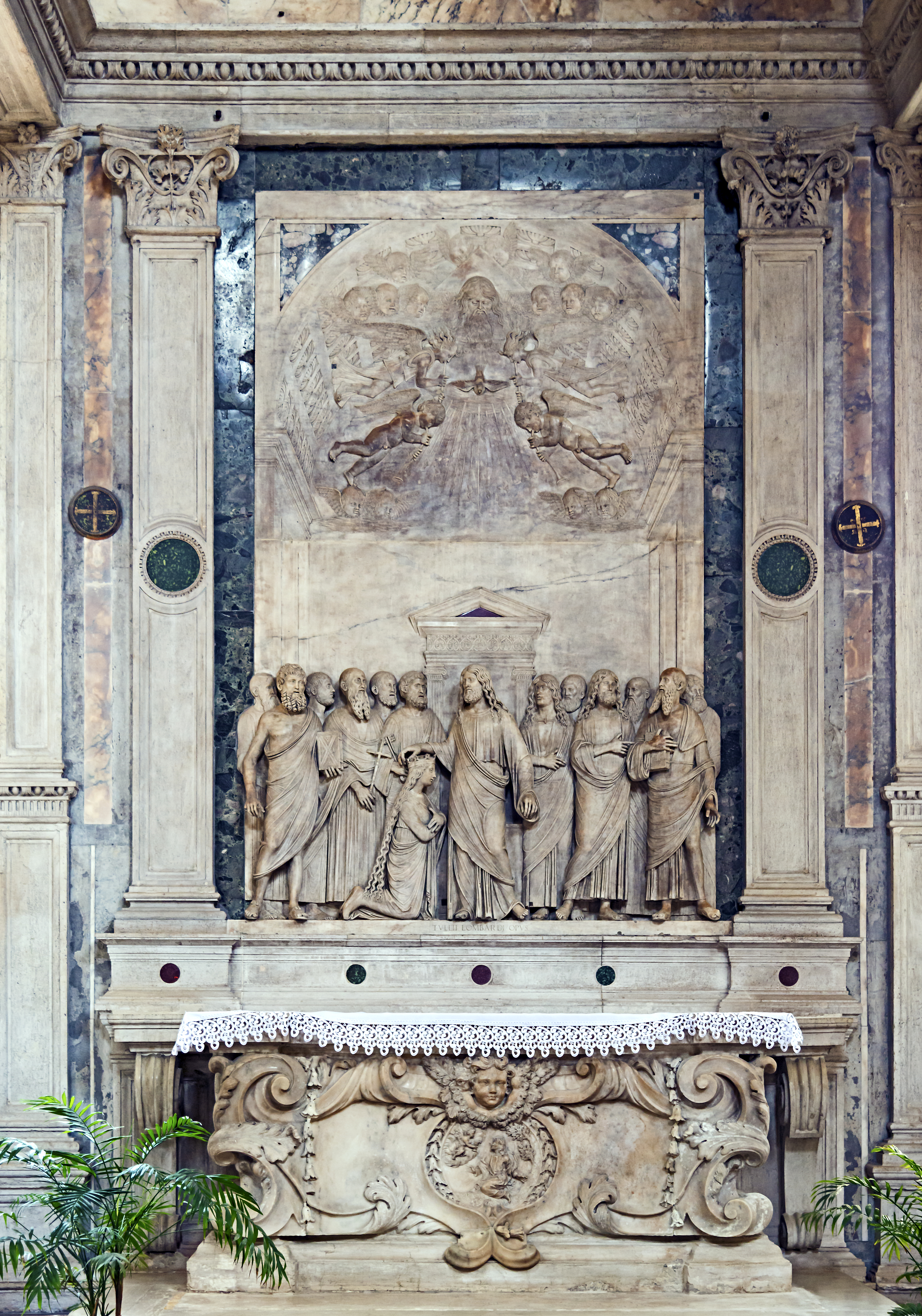
Marienkrönung im Kreise der Apostel